# Regeringen Fälldin II
Regeringen Fälldin II var Sveriges regering fra den 12. oktober 1979 og til den 22. maj 1981. Det var en koalitionsregering, der bestod af Centerpartiet, Moderaterne og Folkpartiet. Regeringen afløste Regeringen Ullsten, og den blev efterfulgt af Regeringen Fälldin III.

## Regeringens politik
Året 1980 var præget af folkeafstemningen den 23. marts 1980 om de svenske atomkraftværker. Her gik Moderaterne ind for linje 1 (12 reaktorer med gradvis afvikling), og Folkpartiet støttede linje 2 (12 reaktorer med gradvis afvikling, energibesparelser og med offentlig ejerskab til el-produktionen), mens Centerpartiet støttede linje 3 (6 reaktorer, der skal afvikles senest i 1990, samt forbud mod svensk brydning af uran og med spredning af atomvåben). 

## Regeringens afgang
I begyndelsen af maj 1981 udløste uenighed om marginalskatterne en regeringskrise, og Moderaterne forlod Regeringen Fälldin II. Efter en uklar afstemning i rigsdagen blev Regeringen Fälldin III dannet. 

## Markante ministre
- Statsminister Thorbjörn Fälldin, partileder for Centerpartiet
- Vicestatsminister (1980–1981) samt udenrigs- og ulandsminister Ola Ullsten, partileder for Folkpartiet
- Økonomimister Gösta Bohman, partileder for Moderaterne
- Kommunikationsminister Ulf Adelsohn, senere partileder for Moderaterne
- Socialminister Karin Söder, senere partileder for Centerpartiet

## Markante statssekretærer
- Samordningskansliet: Carl Bildt, senere stats- og udenrigsminister samt partileder for Moderaterne
- Utrikesdepartementet: Hans Blix, tidligere udenrigsminister og senere formand for IAEA